# ولادیسلاو نودنیکی
ولادیسلاو نودنیکی (اسلوونیایی: Vladislav Nevednichy؛ زادهٔ ۳ سپتامبر ۱۹۶۹) استادبزرگ شطرنج (۱۹۹۳) و قهرمان شطرنج (۲۰۰۸) اهل رومانی است. او در مسابقات قهرمانی شطرنج جهان در ۲۰۰۰ میلادی شرکت کرد اما در دور دوم حذف شد.
او در سی‌امین المپیاد شطرنج در ۱۹۹۲ میلادی در مانیل از طرف مولداوی بازی کرد، و به نمایندگی از رومانی در المپیادهای شطرنج ۱۹۹۴، ۱۹۹۶، ۱۹۹۸، ۲۰۰۲، ۲۰۰۴ و ۲۰۰۶ میلادی حضور داشت.
ریتینگ الو نودنیکی در مه ۲۰۱۱ در فهرست فیده، ۲۵۴۲ ثبت شد و او را شطرنج‌باز شماره هشتم رومانیایی ساخت.